# Mercy Akuot
Mercy Akuot Marang es una activista social y cantante de Sudán del Sur.

## Biografía
Akuot nació en Sudán del Sur y proviene de la comunidad dinka de Sudán del Sur. Le fue bien en la escuela y aspiraba a convertirse en abogada. Akuot escapó de sus padres a la edad de solo 15 años cuando sus padres la obligaron deliberadamente a casarse con su propio tío, que era mucho mayor que ella. Dejó Sudán del Sur en 2008 e inicialmente obtuvo asilo en Uganda. Sin embargo, su tío de 56 años rastreó su ubicación en Kampala y ella reveló que había sufrido violencia física, violación y detención ilegal por su parte. Más tarde se mudó a Kenia en 2015 después de escapar de su tío y fue admitida como inmigrante en el campo de refugiados de Kakuma en Kenia.

## Trayectoria
Con una aspiración inicial de ejercer la abogacía, Akuot redirigió su trayectoria hacia el trabajo social y el activismo por los derechos de las mujeres, motivada por experiencias significativas en su etapa juvenil. Akuot enfocó en la lucha contra el matrimonio infantil, un área en la que posee experiencia personal debido a un intento de matrimonio precoz orquestado por sus padres, del cual logró salir adelante.
Akuot se desempeña como embajadora de los refugiados en el campo de refugiados de Kakuma en Kenia. También se desempeña como voluntaria en el Consejo Danés de Refugiados para su programa de empoderamiento de la mujer en el campo. En junio de 2018, participó junto a sus compañeros refugiados en el campamento TEDxKakuma, que históricamente fue el primer evento TEDx en el mundo que se celebró en un campamento de refugiados. Durante el evento de 2018, compartió sus experiencias sobre cómo escapó del matrimonio infantil y luego se convirtió en una activista de los derechos de la mujer.
Akuot fue elegida como una de los dos artistas musicales bajo el proyecto Finding a Star de FilmAid, que se realizó en colaboración con el músico keniano R&B Wyre. El proyecto también fue conocido como Making Stars-Kakuma, ya que el proyecto se inició con el apoyo de Wyre, que estaba interesado en ayudar a aspirantes a músicos talentosos en el campamento de Kakuma. Se reveló que el proyecto Finding a Star ayudó a ella poner en marcha su carrera musical profesional, que se culminó en su primer sencillo oficial titulado Anavyonifanya en 2018.
En diciembre de 2020, lanzó un álbum titulado Bado Mapema (It's Still Early) junto a otras dos mujeres refugiadas en el campamento de Kenia. El álbum describe las propias duras realidades y experiencias de Akuot y otras mujeres refugiadas.
En agosto de 2021, Global Citizen, una organización internacional de educación y promoción que busca catalizar el movimiento para poner fin a la pobreza extrema y promover la justicia social y la equidad, la incluyó como una de las siete mujeres activistas africanas que merecen un artículo en Wikipedia.

## Discografía
- Anavyonifanya - 2018
- Bado Mapema - 2020